# Антонио Торрес (персонаж)
Антонио Торрес — вымышленный персонаж телевизионной американской мыльной оперы NBC «Сансет Бич», роль которого исполнил Ник Кириазис. Он впервые появился на экране во время трансляции серии на NBC от 6 февраля 1998 года и оставался в сериале вплоть до последней серии, показанной — 31 декабря 1999 года.

## Разработка и развитие персонажа
Результаты успешного кастинга Кирриазиса — на роль в сериал были официально представленны в прессе: 16 января 1998 года. Он был представлен, как священник — недавно вернувшийся в город и младший брат — Рикардо Торреса (Хэнка Чейна) — уже завсегдатого главного героя и детектива на тот момент и брат, предполагаемо, считавшейся утонувшей в море на-протяжении первой половины сериала — Марии Торрес Эванс — то есть жены другого главного героя сериала — бизнесмена — Бена Эванса.
Дебютный эпизод с Кирриазисом — был показан — 6 февраля 1998 года.
В сюжетной линии «Ударных, шоковых волн» — обрушившихся на город, конкретно в омуте цунами, которое перевернуло океанский лайнер — Сансет Бич ловко сатирически, аллегорически и пародийно подделал образ священника, частично списав его с образа другого другого главного героя — священника — Преподобного Скотта — с Приключения «Посейдона», представленного там — Джином Хэкмэном, и переделав его, удачно и искусно прикрепил его к представленному — Кирриазисом образу.

## Основные сюжетные линии
Отец Антонио Торрес, как младший брат Рикардо Торреса — приехал в Сансет-Бич — в начале 1998 года: в качестве — приходского священника, когда его перевели на работу из Мексики — обратно к себе домой. Антонио — практически сразу стал личным священником у семейства — Ричардс, который консультировал и исповедовал семью Ричардс — перед свадьбой Коула и Кейтлин, которых он же и поженил, и был одним из первых людей, кто узнал все их тайны. Его брат — детектив — Рикардо Торрес — только-только — едва начал романтические отношения — с Габи Мартинес, хотя их мать — гадалка и предсказательница — Кармен — их не одобряла, из-за неудачного прошлого Рикардо с Габи(которая — не так давно — ложно обвинила его в изнасиловании, не подозревая и не помня — об этом до поры до времени, что настоящим насильником был — её общий с Полой — отец), считая по своим гадальным картам и хрустальному шару, что у Габи втайне есть другой мужчина, с которым она втайне от Рикардо — крутит роман. Хотя Кармен предсказала Габи, что она именно — в Сансет Бич найдет свою настоящую любовь, когда Габи — собиралась уехать из города, но меньше всего Кармен предполагала, что это коснется на-прямую её и конкретно её сыновей. Потом Габи, внезапно, повстречала Антонио, который решил снимать комнату в Серфинг Центре, где она уже жила вместе с Кейси и остальными — комнату Марка — после его внезапной смерти. Габи — очень переживала по этому поводу, но постепенно переключаясь на общение с ним в её новой подработке в Миссии Святого Иосифа, Габи смогла забыть о пережитых ранах в душе и травмах нанесенных её отцом и о пережитых ужасах потери Марка — на острове.
Довольно скоро, Габи и Антонио — обнаружили, что они нравятся, и что их влечет друг к другу, но они довольно долгое время все продолжали отрицать этот интерес. Тем временем, в начале 1999 года — Рикардо и Габи — обручились. В то же время, чуть раньше Габи, и Антонио, и Рикардо были вовлечены в: «Историю проклятых драгоценностей Росарио». Антонио также был один из выживших в сюжетной линии — «Шоковые волны» — на перевернутом — цунами — корабле, хотя его давний знакомый — Филлип, из-за их общих секретов — делал все и старался не допустить этого, надеясь его пристрелить на тонущем корабле. Хотя Филип — умер — в результате, а Рикардо, Габи и Антонио — в результате истории — вернулись живыми, после кораблекрушения и после того, как огромная волна — буквально перевернула океанский лайнер, живыми оказались не только они, но и предполагаемо утонувшая после крушения яхты 5 лет назад старшая сестра Антонио — Мария(Кристина Чэмберс), которая внезапно — объявилась в городе, явившись на свадьбу Бена с Мег и поймав букет его невесты — и ошеломив этим поступком и своих родных. Среди выживших с перевернутого корабля — была и его давняя знакомая — жена Филипа — Франческа Варгас, находясь — под сумрачным заблуждением из-за своего тайного влечения к которой в его относительно давнем прошлом до приезда в Сансет Бич — он позволил ей и её мужу обокрасть небольшую мексиканскую деревушку — Росарио и украсть, некогда священные сокровища, из священной статуи Мадонны, в старой мексиканской церквушке — тем самым позволив высвободиться на свободу смертельно опасному проклятию для тех кто в дальнейшем к ним прикоснулся. И особенно для тех, их новых хозяев, кто потом внезапно их потерял — в Сансет Бич. Несмотря на былую обиду, он позволил Франческе вновь жить вместе с ним в Миссии в приюте для бездомных при церкви, который он курировал, когда та потеряла все после внезапной смерти своего мужа и ей негде было ночевать. Тем временем, будучи втянутыми в «Историю проклятых драгоценностей», Габи и Антонио, продолжали отрицать, что их влечет друг к другу, что было не совсем удачным, когда они внезапно попадали в различные «запертые ловушки» — в ходе истории. В конце концов эта история завершилась с возвращением этих драгоценностей в лоно священной статуи Мадонны и снятием проклятия драгоценностей — в результате, под Рождество 1998 года. Но как только, казалось, что все закончилось, и Антонио собирался убежать — подальше из города — подальше в Гватемаллу, следом за увезенной обратно в Мексику — статуей Мадонны — служить в другом приходе, чтобы убежать от девушки, которую втайне любил он сам, так же, как и явно — его брат — в равной степени, чтобы не рушить свою жизнь и его тоже — Габи и Антонио — оказались, внезапно, под развалинами подорвавшегося здания: в результате заложенной бомбы в офисе Габи — в результате подрыва многоэтажного офиса — преступником, тайным вором и сотрудником компании — которого, как — «Тайный Веб-Информатор и координатор слежки из Полиции» — вычислила и разоблачила Габи — в офисе ЭйДжея — по его заданию и в результате того, что Антонио — как священник, недавно исповедовавший жену преступника, узнал о том, что тот запланировал сделать и прибежал на помощь, поднявшись в офис здания ЭйДжея, чтобы предупредить и увести Габи оттуда, но не успел, однако, когда прогремел взрыв…
Оказавшись в такой сложной ситуации, будучи «похороненными заживо» — под развалинами взорвавшейся многоэтажки — они думали, что довольно быстро и просто умрут, поэтому: они решили не сдерживать свои чувства друг к другу, и заняться любовью — в первый раз — вместе, думая, что он — будет последним, не подозревая, однако, что чудом уцелевшая после взрыва, как и они сами — скрытая видеокамера засняла их «Любовные приключения под руинами»… Как и то — что практически сразу после того как их спасли оттуда — наспех одевающимися: в результате «родилась» на свет видеопленка, которая немного позже была обнаружена — Франческой Варгас, которая решила «попытать удачу» и использовать её, чтобы шантажом попытаться «вытрясти необходимые ей деньги» для запланированного побега с Коулом из Габи и Антонио. Антонио также поддерживал во всю — свои доверительные отношения со своей старшей сестрой, Марией Торрес Эванс, которая некоторое время после возвращения в город, страдала амнезией, доверяя также ей свои тайны о любви и случае с Габи, и помогая ей также разобраться и в её проблемах.
Когда Франческу Варгас застрелили, Габи и Антонио — были одними из возможных подозреваемых, но на самом деле они — не имели никакого отношения к её смерти. Тем временем Антонио и Габи, как далеко и косвенно — проходящие по делу — пытались сделать все чтобы найти эту ленту и уничтожить её, прежде чем она попала в руки детектива, взявшего на себя расследование этого дела — Рикардо Торреса(Хотя им продолжало «везти», чтобы: «остаться без связи с землей в домике в горах, попав в „запертую ловушкку“, Габи и Антоннио — больше не повторяли прежних ошибок, отрицая их влечение и любовь друг к другу»)… Габи и Антонио очень переживали за него и за его жизнь, когда Рикардо едва не пал жертвой пули бандита, оказавшись раненным в больнице, в то же время до этого случая будучи полны решимости рассказать ему всю правду об их связи, но все-таки так и не решились этого слелать, видя что Рикардо довольно быстро пошел на поправку. Но к несчастью для них: прежде чем они это успели сделать — уничтожить видеокассету, обличающую их половую связь под руинами здания в их непростом прошлом, незадолго уже до свадьбы Габи и Рикардо — Кармен обнаружила эту видеопленку, и решила всеми силами использовать эту видеозапись — с их половым актом, чтобы шантажом: вынудить Габи оставить Рикардо у алтаря — и уехать из города, убеждая себя перед богом, что все это она делает — ради своих детей, ради любви к ним и их защиты. Несмотря на то что Габи послушала и подчинилась угрозам Кармен и уехала, втайне, обратно в Техас, фактически ничего не объясняя Рикардо, но в конце концов Антонио и Рикардо втайне друг от друга выследили её — вдалеке от Сансет Бич, в её родном Эль-Пасо, втайне друг от друга последовав следом за ней. И им удалось(опять же в тайне друг от друга, с небольшой разницей во времени): заставить Габи — попытаться преодолеть разногласия с Кармен(Рикардо и не догадывался об их истинной сути) и вернуться обратно в город. Антонио(не без участия и помощи Марии) — также удалось убедить мать: оставить Габи и Рикардо в покое и вернуть Антонио и Габи — похищенную у них в прошлом — пленку — с их «любовным видео», которую они, предположительно, уничтожили и сожгли, как и все следы, однако, все же, не подозревая, что Кармен — сделала втайне ото всех копии этой видеозаписи. Тем не менее, все шло, казалось, хорошо, пока Рикардо не нашел эту самую копию злополучной видеокассеты, и не впал в кому — в результате инсульта и в результате увиденного на ленте, и тогда, будучи изначально парализованный в больнице — в результате всего, несмотря на то, что Рикардо и Габи заключили, наконец, свой «счастливый брак» — испытывая друг к другу крепкие и любовные, но весьма проотиворечивые чувства, придя в себя, он решил, в конце концов, и окончательно: сделать все, чтобы «уничтожить жизни» своей жены — Габи и своего младшего брата — Антонио…
Антонио и Габи решили забыть обо всем, что было между ними, и делать вид, что как будто между ними ничего не было, но Рикардо, казалось, втайне наблюдал за ними, и был всегда рядом, чтобы все лишний раз все испортить и напомнить им о случившемся между ними. Он потратил долгие месяцы своей жизни в процессе восстановления после комы и паралича, пытаясь попутно — разрушить жизнь Антонио, втайне позвонив и «исповедовавшись о проделке своего брата» в результате — архиепископу: и все для того, чтобы тот перевел Антонио в другой приход, то есть: в монастырь — подальше в Мексику, подальше от Сансет Бич, однако все пошло не по его плану, так как его босс (архиепископ) — был сбит насмерть в автомобильной аварии. Он пытался также сделать все, чтобы Антонио и Габи стали главными подозреваемыми по делу «о его внезапной смерти», невольно втянув в это дело своих и их друзей — Майкла и Ванессу, (которые сами того не ведая стали «пешками» в его хитрой и заранее спланированной игре, в плане подброшенных против Габи и Антонио улик, обличаюших «их преступление» — то есть «его убийство»), сам хорошенько припрятавшись при этом тем временем — в далекой от Сансет Бич потайной, заранее подготовленной и продуманной хижине в горах, в то же время до этого убедившись и в том, чтобы они стали главными обвиняемыми и подозреваемыми «в его убийстве», и чтобы все «улики по его делу» в конце концов — указали на них. Но в конце концов, Рикардо, оставшись в уединении в хижине и вспоминая их совместное детство с Антонио и с Марией, понял и осознал, что был неправ и что он сильно погорячился со своей местью, о чём он намного позже и исповедовался Антонио в его часовне, попросив у него прощения, после того,
как правда вышла наружу и он, внезапно, решил остановить перевозку Антонио и Габи — в окружную тюрьму, объявив своим шокированным — коллегам и своему брату, и сестре, и жене — что он жив; и он решил простить брата, и они решили — помириться и простить друг друга все плохое что они вольно или невольно когда-либо сделали друг другу, а Габи уехала — и навсегда — из Сансет Бич, чтобы искать «правильные» и «хорошие вещи» — где-то в другом месте…

## Прием персонажа и отзывы критиков
В январе 1999 года некоторые поклонники шоу раскритиковали сюжетную линию с Антонио и Габи, полагая, что она «очень сильно расстроит» многих католических зрителей. Критик «мыла» — Салли Стоун сообщила, что фанаты «устали от сериалов и шоу, которые пытаются вызвать интерес, показывая, как священники соблазняют монахинь или обычных женщин, или наоборот монахини священников или обычных мужчин, поддавшись эротическим соблазнам в ситуациях».
Критик из: Внутри мыла — отметил, что рукава рубашки Антонио — были достаточно сильно короткими, чтобы показать его «впечатляющие» бицепсы, добавив, что «ни один из священников вокруг нас не выглядит так вульгарно неприлично и непристойно!!!» В 2012 году, Кейт Уайт из того же издания — назвала: «Антонио — одним из своих любимых персонажей мыльной оперы за последние 20 лет». Она также заявила, что: «Любой бы список самых сексуальных персонажей из мыльных опер в последнее время — был бы был для меня неполным без милого и захватывающего личика Антонио Торреса — из моей любимой мыльной оперы: „Сансет Бич“». Я иду следом — за моим любимым отцом Антонио, потому что ему удается объять и познать умом и сердцем — многие вещи, которые меня привлекают — на этом шоу. Отец Антонио — был худшим, но самым милым священником всех времен, и в те моменты, когда он не богохульствовал в сценах, или же когда он не был бы занят такими частыми разговорами с самим собой, он спал с девушкой своего брата Рикардо — с Габи Мартинес, и случайно позволил выйти наружу видеопленке с записью их полового акта и любовных игр под руинами". Уайт позже добавила, что Кириазис был «потрясающе великолепен», поэтому поклонники «Сансет Бич» называли его «Отцом Фитом, который вскоре обязательно к вам придет на помощь».